# Anna Stöhr
Anna Stöhr (Reith im Alpbachtal, 25 de abril de 1988) es una deportista austríaca que compitió en escalada, especialista en la prueba de bloques.
Ganó cuatro medallas en el Campeonato Mundial de Escalada entre los años 2007 y 2012, y cinco medallas en el Campeonato Europeo de Escalada entre los años 2004 y 2015.

## Palmarés internacional
| Campeonato Mundial | Campeonato Mundial       | Campeonato Mundial | Campeonato Mundial |
| Año                | Lugar                    | Medalla            | Prueba             |
| ------------------ | ------------------------ | ------------------ | ------------------ |
| 2007               | Avilés (España)          | Medalla de oro     | Bloques            |
| 2009               | Xining (China)           | Medalla de bronce  | Bloques            |
| 2011               | Arco (Italia)            | Medalla de oro     | Bloques            |
| 2012               | París (Francia)          | Medalla de bronce  | Bloques            |
| Campeonato Europeo |                          |                    |                    |
| Año                | Lugar                    | Medalla            | Prueba             |
| 2004               | Lecco (Italia)           | Medalla de plata   | Bloques            |
| 2008               | París (Francia)          | Medalla de plata   | Bloques            |
| 2010               | Innsbruck (Austria)      | Medalla de oro     | Bloques            |
| 2013               | Eindhoven (Países Bajos) | Medalla de oro     | Bloques            |
| 2015               | Innsbruck (Austria)      | Medalla de plata   | Bloques            |